# Bothenheilingen
Bothenheilingen är en ortsteil i staden Nottertal-Heilinger Höhen i Unstrut-Hainich-Kreis i förbundslandet Thüringen i Tyskland. Bothenheilingen var en kommun fram till den 31 december 2019 när den uppgick i Nottertal-Heilinger Höhen. Bothenheilingen hade 439 invånare 2019.